# کلاوزن (آلمان)
کلاوزن (به آلمانی: Clausen) یک شهر در آلمان است که در زودوستپفالتس واقع شده‌است. کلاوزن ۱٬۵۶۳ نفر جمعیت دارد.